# Larentia beata
Larentia beata là một loài bướm đêm trong họ Geometridae.